# Рохехтайд мак Майн
Рохехтайд мак Майн (ірл. Rothechtaid mac Main) — верховний король Ірландії. Час правління (відповідно до середньовічної ірландської історичної традиції): 1005–980 до н. е. (відповідно до «Історії Ірландії» Джеффрі Кітінга) або 1383–1358 до н. е. відповідно до хроніки Чотирьох Майстрів. Син Маена (ірл. — Maen), онук Енгуса Олмукайда (ірл. — Óengus Olmucaid) — верховного короля Ірландії. Прийшов до влади вбивши попереднього верховного короля Ірландії Енгуса Багатого Сріблом, що був вбивцею його батька. Це відбулось в битві під Райгне (ірл. — Raigne). Правив Ірландією 25 років. «Книга захоплень Ірландії» наводить дві версії його смерті. Відповідно до першої версії він загинув під час битви під Круаханом (ірл. — Cruachan) від руки Сетна Айрта (ірл. — Sétna Airt). Відповідно до другої версії він помер від ран у Тарі. Його сином був Демал мак Рохехтайд (ірл. — Demal mac Rothechtaid).